# 墨诺提俄斯
墨诺提俄斯（希腊语：Μενοίτιος；英語：Menoetius）希腊神话中的一个提坦。
根据神话，墨诺提俄斯是提坦神伊阿珀托斯与克吕墨涅的儿子，阿特拉斯、普罗米修斯和厄庇墨透斯的兄弟。他参加了提坦众神反抗宙斯的战争（神祇-提坦战争）。他在特里费勒山的战斗中被宙斯击败（一说是被闪电击中），与其他提坦一样被投入塔耳塔罗斯监禁了起来。

## 资料来源
- 《世界神话辞典》，辽宁人民出版社，ISBN 7-205-00960-X